# لحلاح خيطي الأوراق
اللحلاح خيطي الأوراق (باللاتينية: Colchicum filifolium) نوع نباتي يتبع جنس اللحلاح من الفصيلة اللحلاحية.

## الموئل والانتشار
موطنه المغرب العربي وإسبانيا والبرتغال وفرنسا.

## الوصف النباتي
النبات عشبي معمر. النبات سام كبقية أنواع اللحلاح.